# Лемешев Сергій Якович
Сергій Якович Лемешев (рос. Сергей Яковлевич Лемешев, 27 червня (10 липня) 1902 — 26 червня 1977) — радянський оперний співак, ліричний тенор. Народний артист СРСР (1950), Лауреат Сталінської премії другого ступеня (1941).

## Життєпис
Народився в селянській родині у Тверській губернії. Музичну освіту отримав у Московській консерваторії в 1921—1925 роках. З 1924 року співав в оперній студії К. С. Станіславського при Большому театрі, де, серед інших, виконував партію Ленського (опера П. І. Чайковського «Євгеній Онєгін»). Згодом ця партія принесла співакові всесвітню славу — протягом кар'єри співак виконав її рівно 500 разів, після чого покинув сцену і лише на свій 70-літній ювілей виконав її востаннє — у 501-й раз.
В 1926—1931 роках співав у театрах Свердловська, Харбіна й Тбілісі, з 1931 по 1965 роки — у Большому театрі в Москві. Товаришував та співпрацював з оперною співачкою Іглан Грибовою. В 1939 році Лемешев єдиний раз у своїй кар'єрі знявся в легкій комедії «Музична історія» у ролі шофера Пєті Говоркова, що став оперним співаком. В 1947 році виступав з гастролями в Берлінській державній опері. Як режисер дебютував в 1951 році з оперою «Травіата» на сцені Ленінградського Малого оперного театру. В 1957 виступив у Большому театрі як режисер-постановник опери «Вертер» Ж. Массне. З 1950-х років викладав у Московській консерваторії сольний спів.
На його честь названо астероїд 4561 Лемешев.